# 再生可能エネルギー

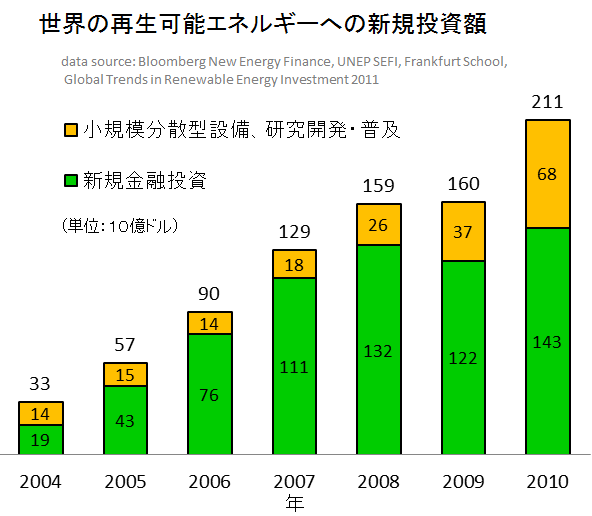
世界の再生可能エネルギーへの新規投資額

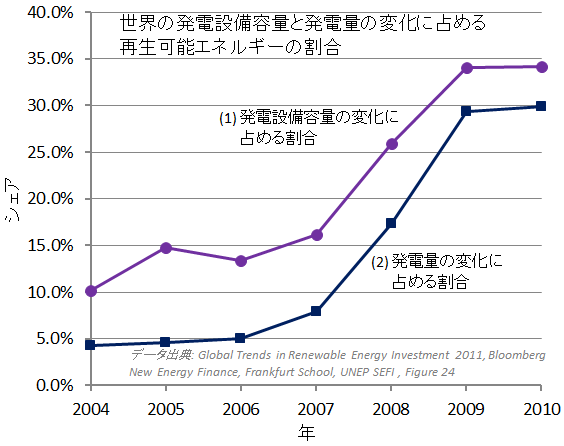
世界の発電設備容量と発電量の変化に占める再生可能エネルギーの割合

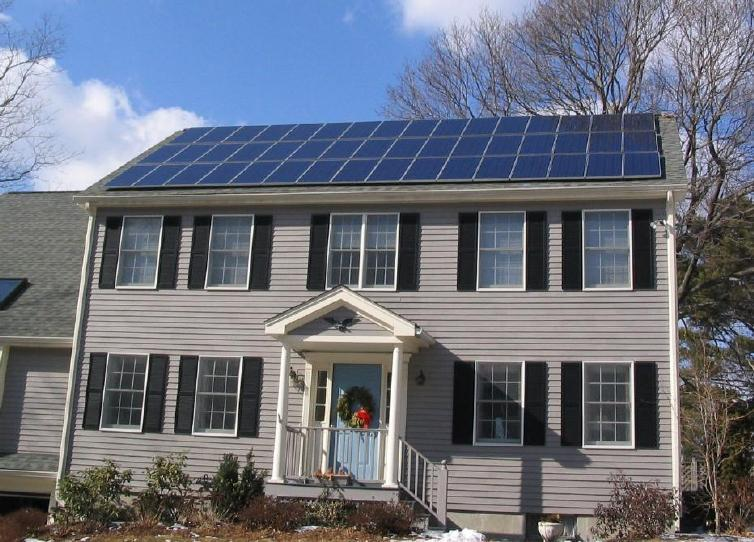
住宅用太陽光発電設備

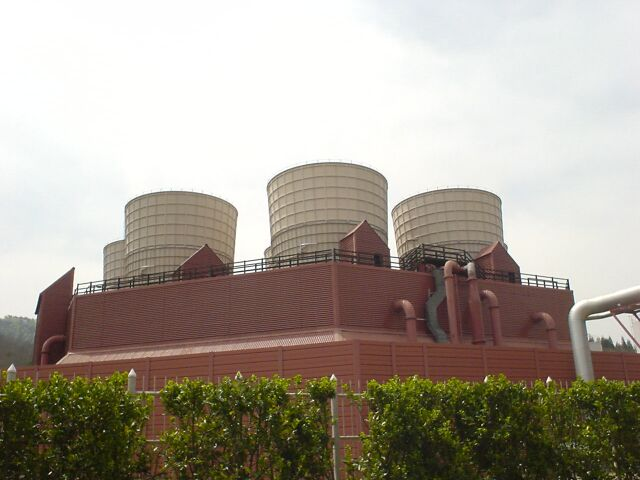
柳津西山地熱発電所（日本）

再生可能エネルギー（さいせいかのうエネルギー、英: renewable energy）は、広義には太陽・地球物理学的・生物学的な源（再生可能資源）に由来し、利用する以上の速度で自然によって補充されるエネルギー全般を指す。
太陽光、風力、波力・潮汐力、水流・潮汐、地熱、バイオマス等、自然の力で定常的（もしくは反復的）に補充されるエネルギー資源より導かれ、発電などが行われる。
電力系統はスマートグリッドが主流となりつつある。
他に、給湯、冷暖房、輸送、燃料等、エネルギー需要形態全般にわたって用いられる。
有限な地下資源・枯渇性資源の欠乏・価格高騰や地球温暖化への将来の対策の目的だけでなく、「新たな利点を有するエネルギー源等」として近年利用が増加している、2010年時点では世界の新設発電所の約1/3（大規模水力を除く）を占める。
年間投資額は2110億ドルに達している（右図及び#利用状況と見通しを参照）。
スマートグリッド事業が呼び水となっている。

## 定義
再生可能エネルギーとは本来、「絶えず資源が補充されて枯渇することのないエネルギー」、「利用する以上の速度で自然に再生するエネルギー」という意味の用語であり、日本の法令で定義されている新エネルギーは、再生可能エネルギーの「一部」である。具体例としては、太陽光、太陽熱、風力、地熱、波力、温度差、バイオマスなどが挙げられる。ただし、詳細な定義や、法規や統計にどのようなものを含めるかについては、個別の資料・団体・法規などにより下記のように差異が見られる。欧州連合のように、性能次第で範疇に含めるかどうかを分ける例もある。なお、石油などの化石燃料は定義を満たさない。なお、水力発電には注意が必要である。水力発電のうち、大型のダムを用いるものについては環境破壊の少ないマイクロ水力発電と区別され、統計上再生可能エネルギーとは別扱いされることがある（例えばREN21では、出力10 MWを境に区別している (Table1)）。また揚水発電は発電ではなく、発電調整のための蓄電・放電である。
- IPCCの再生可能エネルギーと気候変動に関する特別報告書 (SRREN) では、「太陽・地球物理学的・生物学的な源に由来し、自然界によって利用する以上の速度で補充されるエネルギー全般」と定義される[8]。

- 国際エネルギー機関の発行する統計「Renewables Information」[注 3]では、「絶えず補充される自然の過程に由来し、様々な形態のうち、太陽から直接供給される光や地球内部で発生する熱、太陽や風や海洋や水力やバイオマスや地熱資源から発生した熱や電力、そして再生可能資源に由来するバイオ燃料と水素」と定義している。「REInfo」によるとヒートポンプによる熱（地中熱、大気熱等）は別記している[14]。

- 欧州連合の2009年5月の指令では「廃熱利用、水熱利用、空気熱利用」を定義に含む[15]。ヒートポンプについては「出力が投入したエネルギーより大きいもののみ統計に含めるべき」としている[16]。2022年に欧州委員会は、バイオマスに対して方針を転換し、森林破壊や大気汚染などの環境負荷の大きさを考慮して、再生可能エネルギーの枠組みから除外するという新たな指針を勧告した[17][18][19]。

- 日本の法令上は、「再生可能エネルギー源」について、端的に「永続的に利用することができると認められるエネルギー源」[20]と定義する例や、「太陽光、風力その他非化石エネルギー源のうち、エネルギー源として永続的に利用することができると認められるものとして政令で定めるもの」[21]とした上で、同施行令により「太陽光」「風力」「水力」「地熱」「太陽熱」「大気中の熱その他の自然界に存する熱[注 4]」「バイオマス（動植物に由来する有機物であってエネルギー源として利用することができるものをいう[注 5]。）」と列挙定義される例がある[注 6]。

## 同義語・類義語・対義語
以下の同義語・類義語がある。
自然エネルギー
英単語を並べて直訳すると"Natural Energy”であるが、欧米人はその言葉を用いず、またエネルギー資源を指す言葉であるとしても、天然ガス（"Natural Gas"）や天然資源（"Natural Resource"）から考えれば地下資源も含むことになり、日本語においては簡便な言い回しとして用いられる位であり、学術的にはほとんど利用されない。自然界に存在するものは全てその属性としてエネルギーを有していて、この言葉と対となるべき「人工エネルギー」はあり得ないので、特に自然科学の研究者はこの言葉遣いをしない。
グリーン・パワー
アメリカ合衆国環境保護庁は大規模水力以外の再生可能エネルギーによって発電された電力を「グリーン・パワー」と定義する。
新エネルギー
日本の法令における「新エネルギー」とは、その利用について、「非化石エネルギーを製造し、若しくは発生させ、又は利用すること及び電気を変換して得られる動力を利用することのうち、経済性の面における制約から普及が十分でないものであって、その促進を図ることが非化石エネルギーの導入を図るため特に必要なもの」と定義され（新エネルギー利用等の促進に関する特別措置法2条）、政令で10種類の「新エネルギー利用」が列挙されている（同施行令1条）。列挙される10種は、バイオマス、太陽熱、雪又は氷、地熱、風力、小規模水力、太陽電池の利用などである。
代替エネルギー
日本国外では主に再生可能エネルギー、特に「新再生エネルギー」を指す。日本国内では「石油代替エネルギー」を指し、石炭ガス化・天然ガス・原子力等の枯渇性エネルギーを含む。
対義語は枯渇性エネルギーで、化石燃料（石炭、石油、天然ガス、オイルサンド、シェールガス、メタンハイドレート等）やウラン等の地下資源を利用するもの（原子力発電等）で、有限である資源を指す。

## エネルギーの源

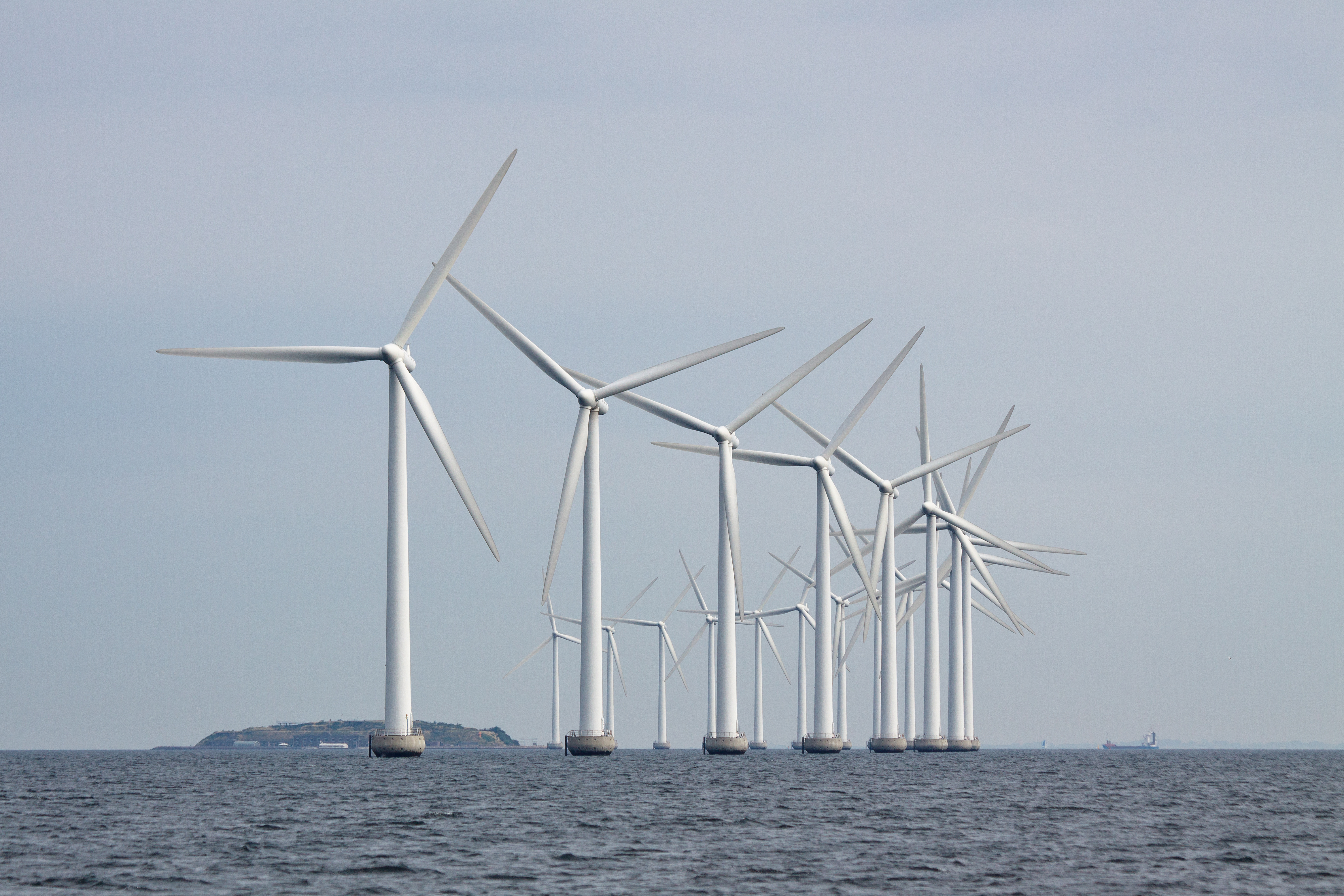
洋上風力発電設備

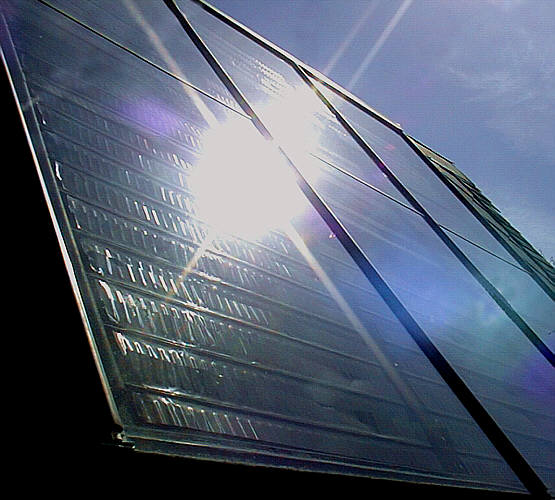
太陽熱の集熱パネル

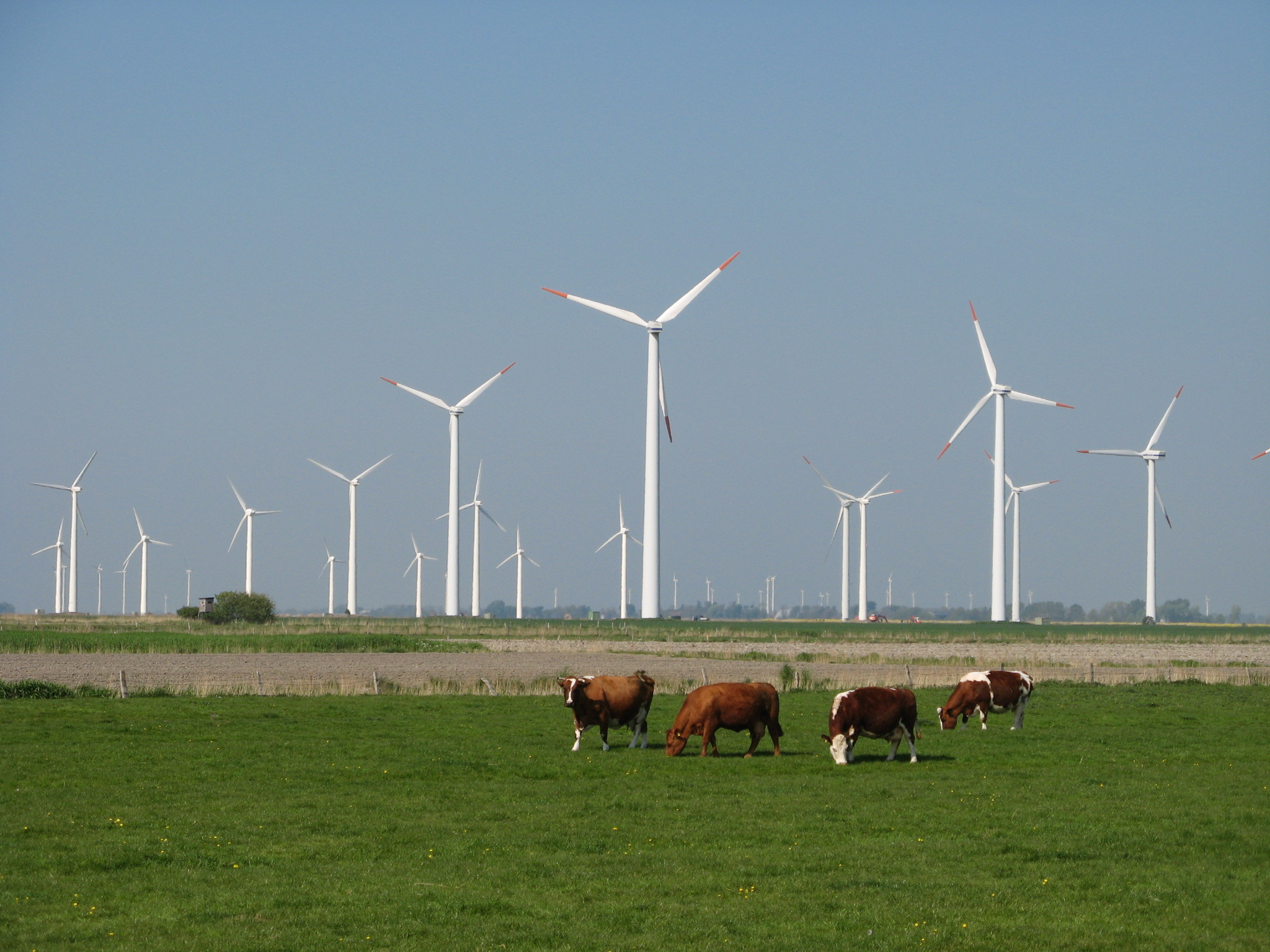
風力発電所（ドイツ）

再生可能エネルギーは、自然の力で定常的に補充されるエネルギー資源で、利用する以上の速度で再生するものを利用する。その源は太陽・地熱・潮汐等で、デ・ファクト枯渇しない。
下記のようなエネルギー資源が利用される（詳細は#利用形態の節を参照）。
| エネルギー源        | 概要 | 直接利用 | 間接利用 |
| ------------------- | --- | --- | --- |
| 太陽 （核融合反応） | 太陽の残り寿命は約50億年あると見られる。                                                                            | - 照明 - 発電 - 暖房 - 加熱調理                                                                                   | - 熱循環経由：水力、風力、海流、放射冷却、海洋温度差発電、氷室、（水流の）渦、（雨の落下による）振動、浸透圧（による水流）、波力、空気熱、地中熱、雷（になる前の低電圧静電気） - 生物経由：薪、バイオ燃料、馬力、人力等 - 地球経由：地熱の一部（現在の地熱の45 %以上は地中にある放射性物質の崩壊熱に由来する） |
| 地熱 （放射性崩壊） | 地球内部の熱を利用する。地球内部から高熱が発せられる期間は、今後10億年から数十億年あると見られる。                  | - 発電 - 暖房 - 冷却源 - 蓄熱・蓄冷源 - 温泉                                                                      | |
| 潮汐                | 地球の自転速度と月の公転速度の差等に由来する。地球の自転速度と月の公転速度は、約140億年後まで一致しない計算である。 | - 潮汐力：月や太陽との位置関係の変化に伴う海水の移動。主に河口における潮の干満。 - 海流：海洋における海水の流れ。 | - 大気潮汐：成層圏等の高度上空における天体間の重力バランスの変化に起因する潮汐同様の大気の移動。現状では未利用である。気圧と温度が低いため重力の影響を大きく受ける。逆に気圧や温度が高い地表近くの対流圏での風力（一般的な風）での重力の影響は極僅かである。 - 風力・海流の一部：地球の自転に伴うコリオリの力によって発生する赤道付近で西向き、南極沿岸で東向きの環流や風（極東風、貿易風）。 - 波力：風力の一部：風による海面の上下移動。 |

## 利用形態

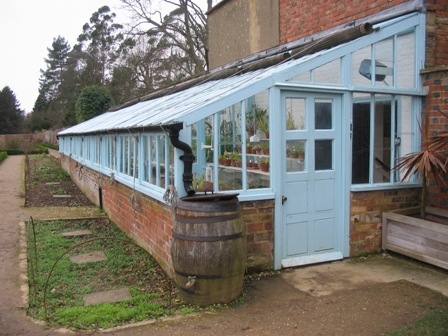
チャールズ・ダーウィンゆかりのダウンハウス (en) に残る温室（イギリス、ロンドン郊外。手前の樽は雨水を貯める天水桶である）

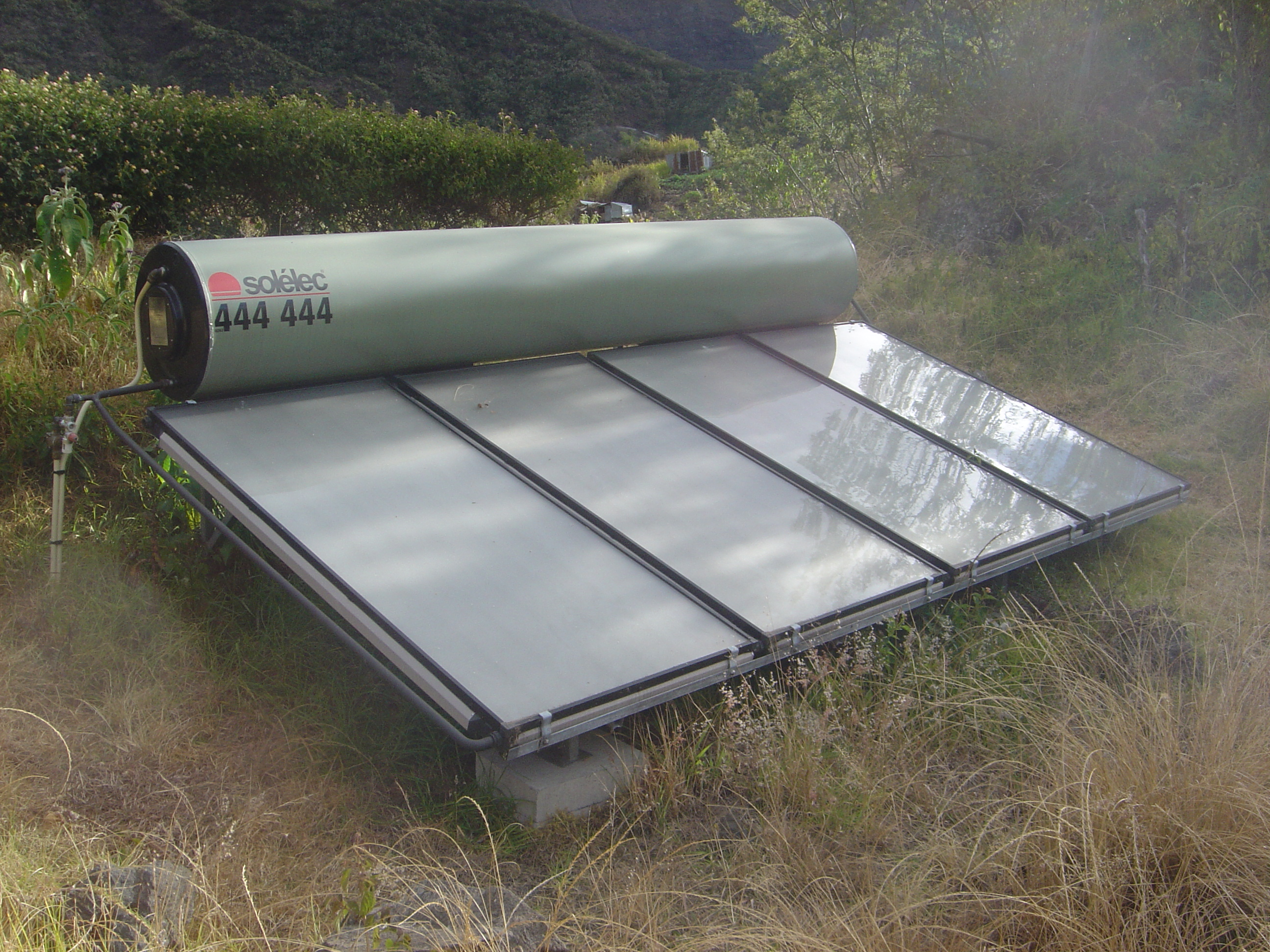
太陽熱温水器（マダガスカル沖にあるフランス領レユニオン）

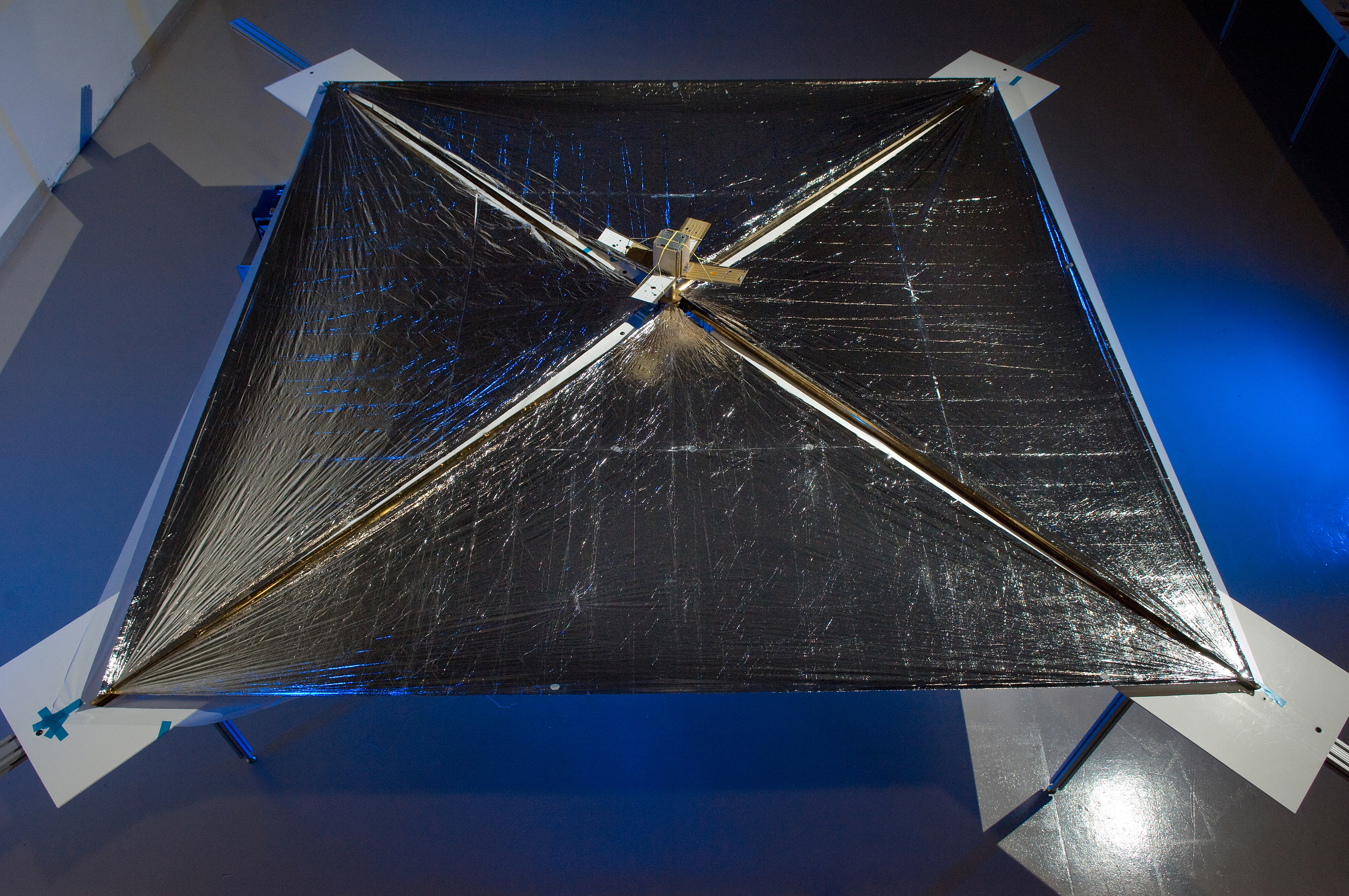
太陽帆を展開した状態のナノセイルD

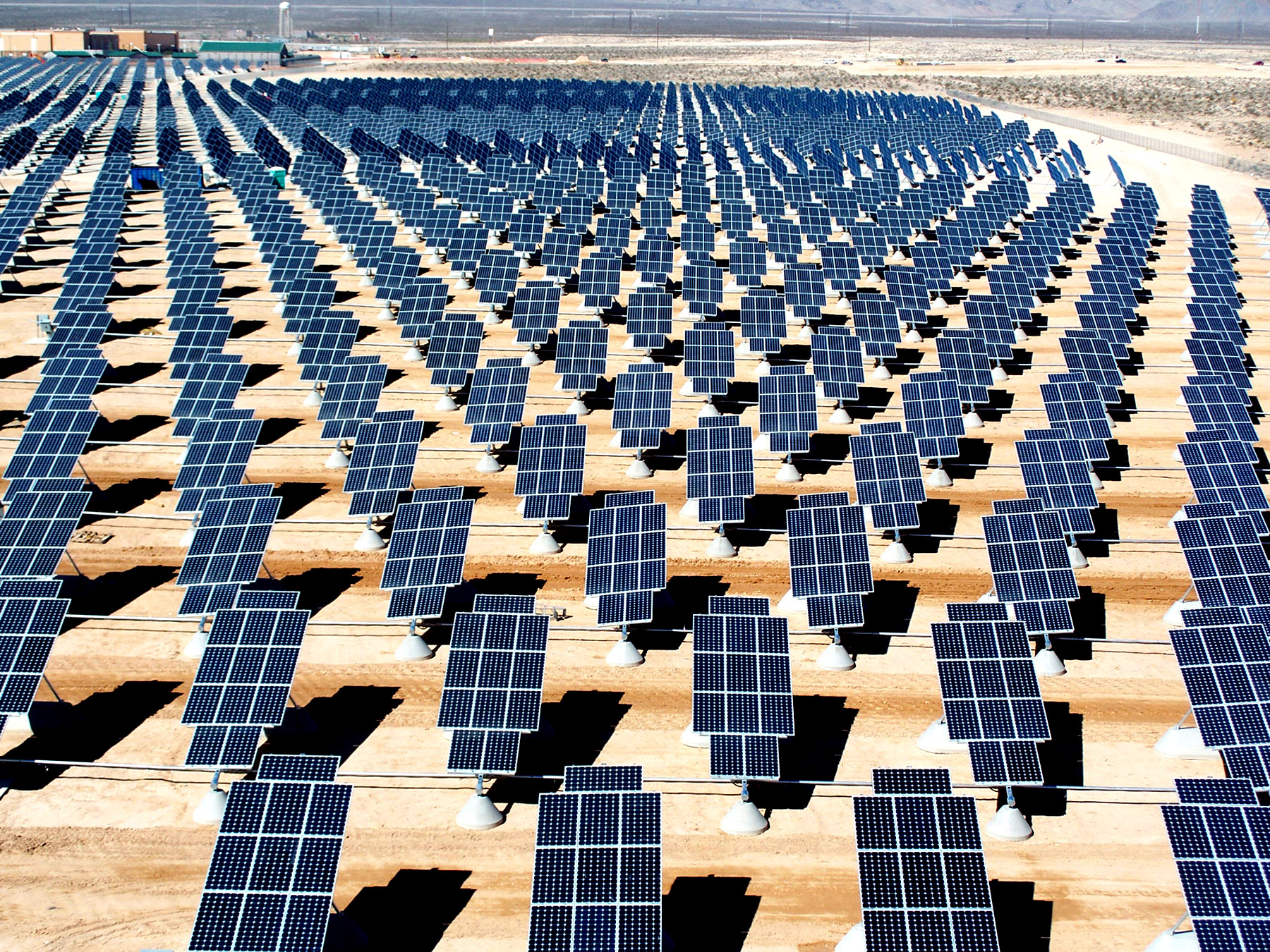
砂漠に設置された大規模太陽光発電所（アメリカ合衆国ネバダ州のネリス空軍基地にあるネリス太陽光発電所［en］）

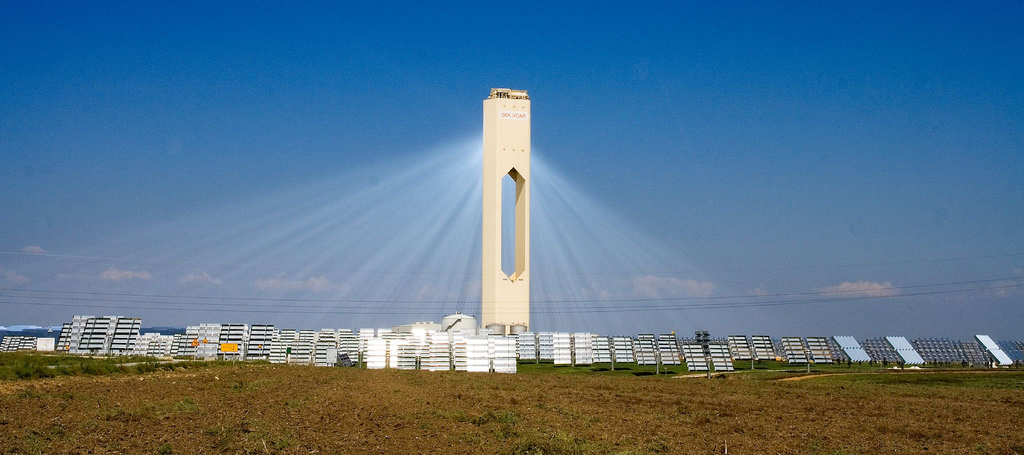
商用稼働するタワー式太陽熱発電所 PS10 solar power tower（スペイン）

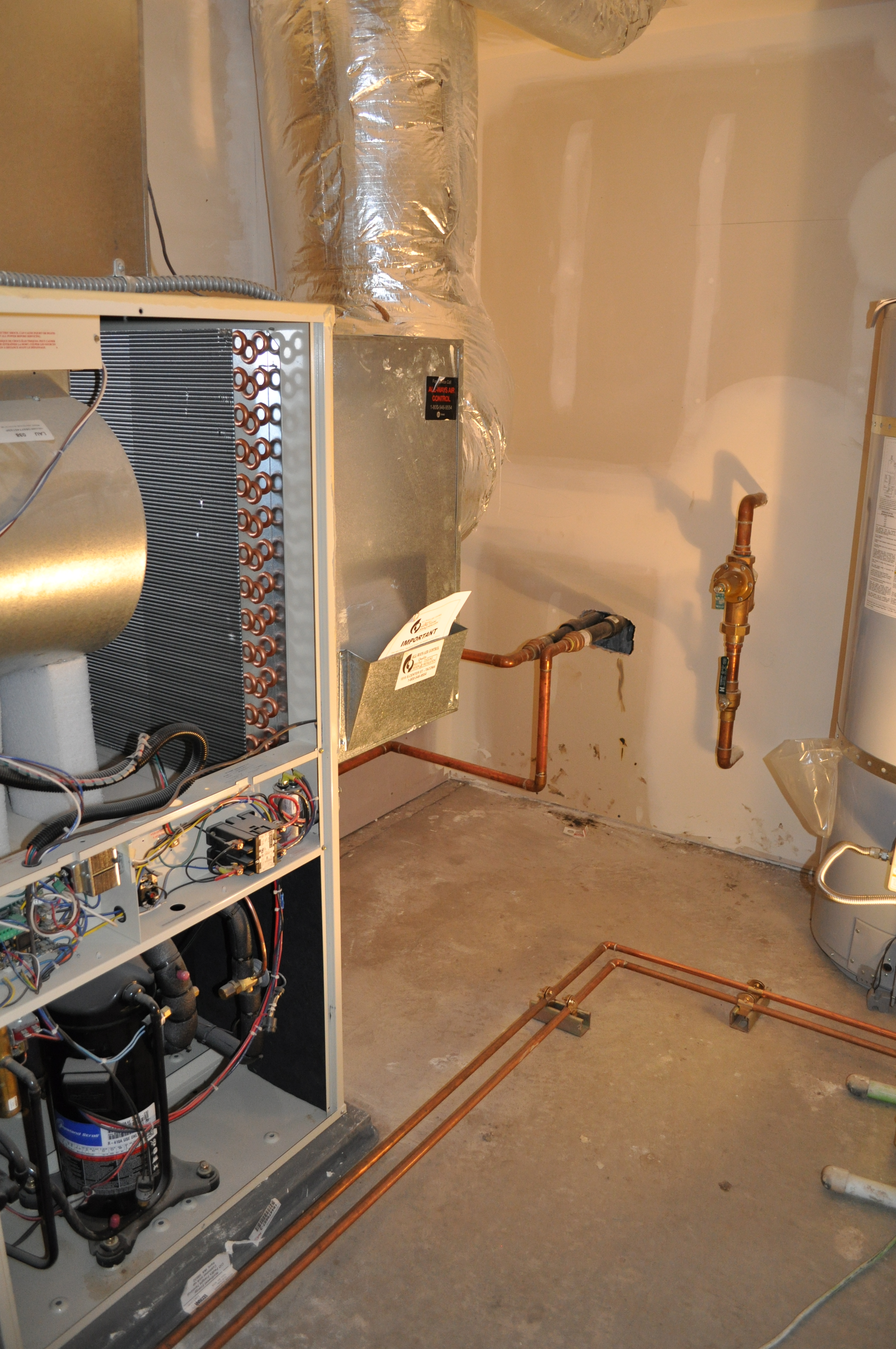
地中熱冷暖房設備

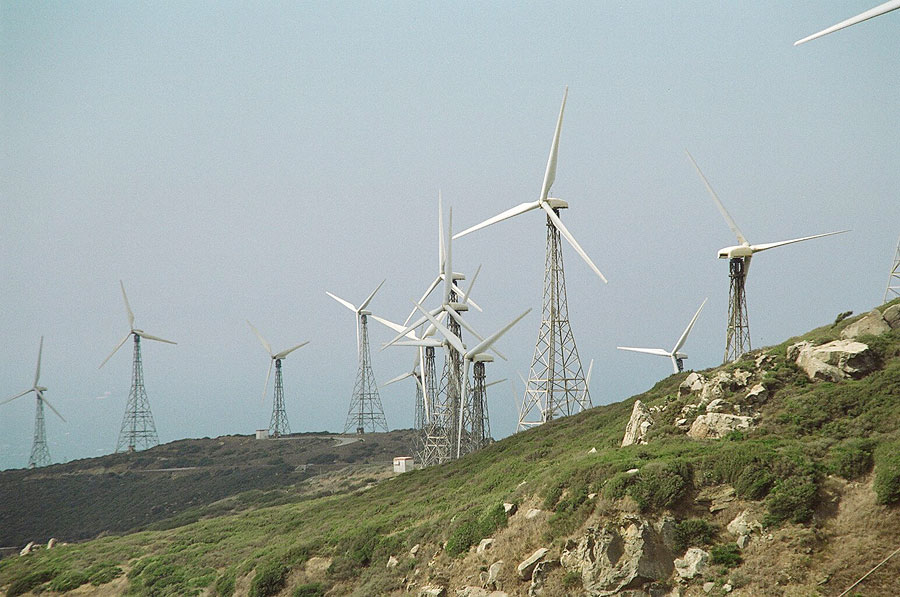
風力発電機 (es)（スペイン）

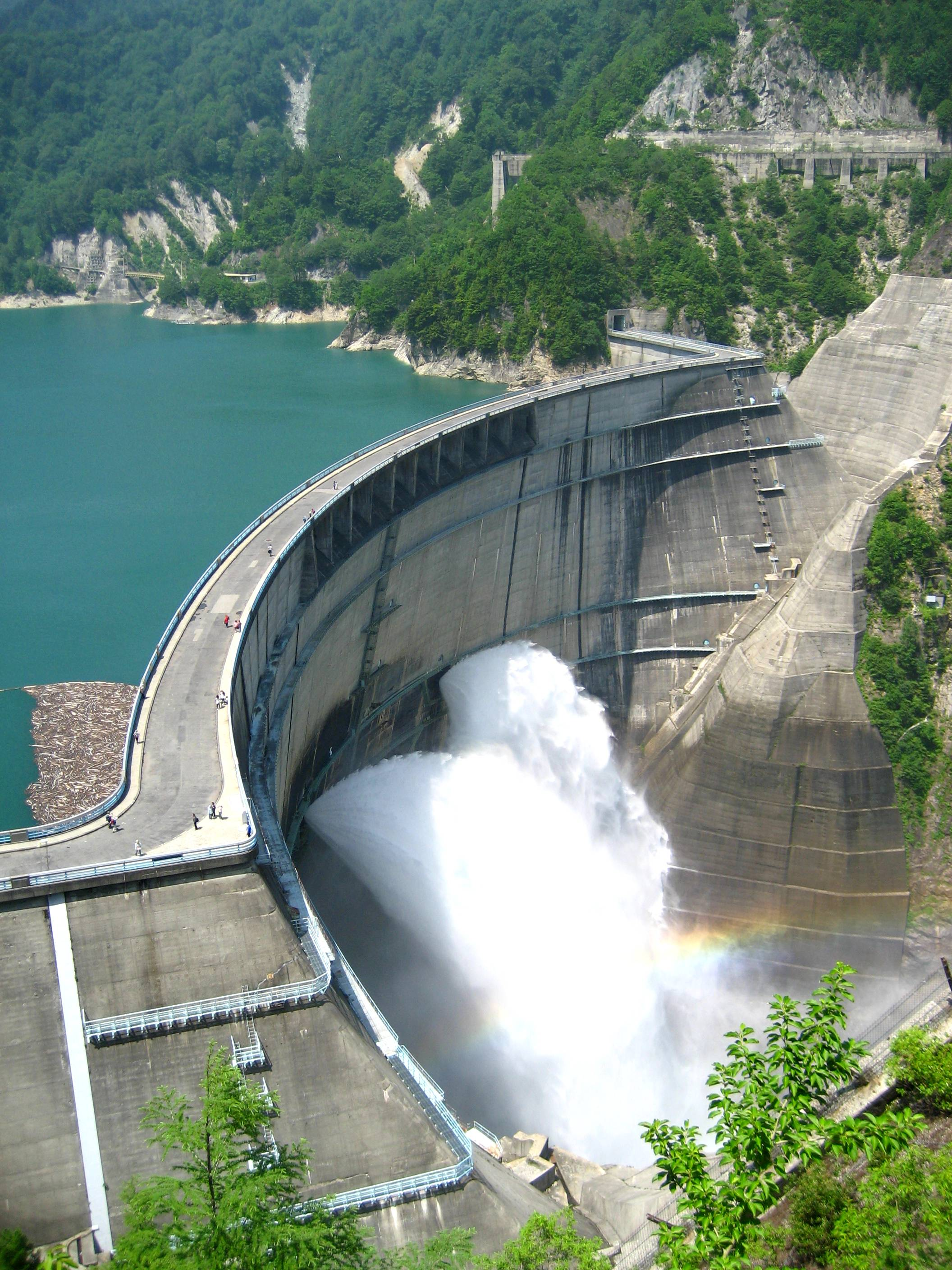
黒部ダム（日本）

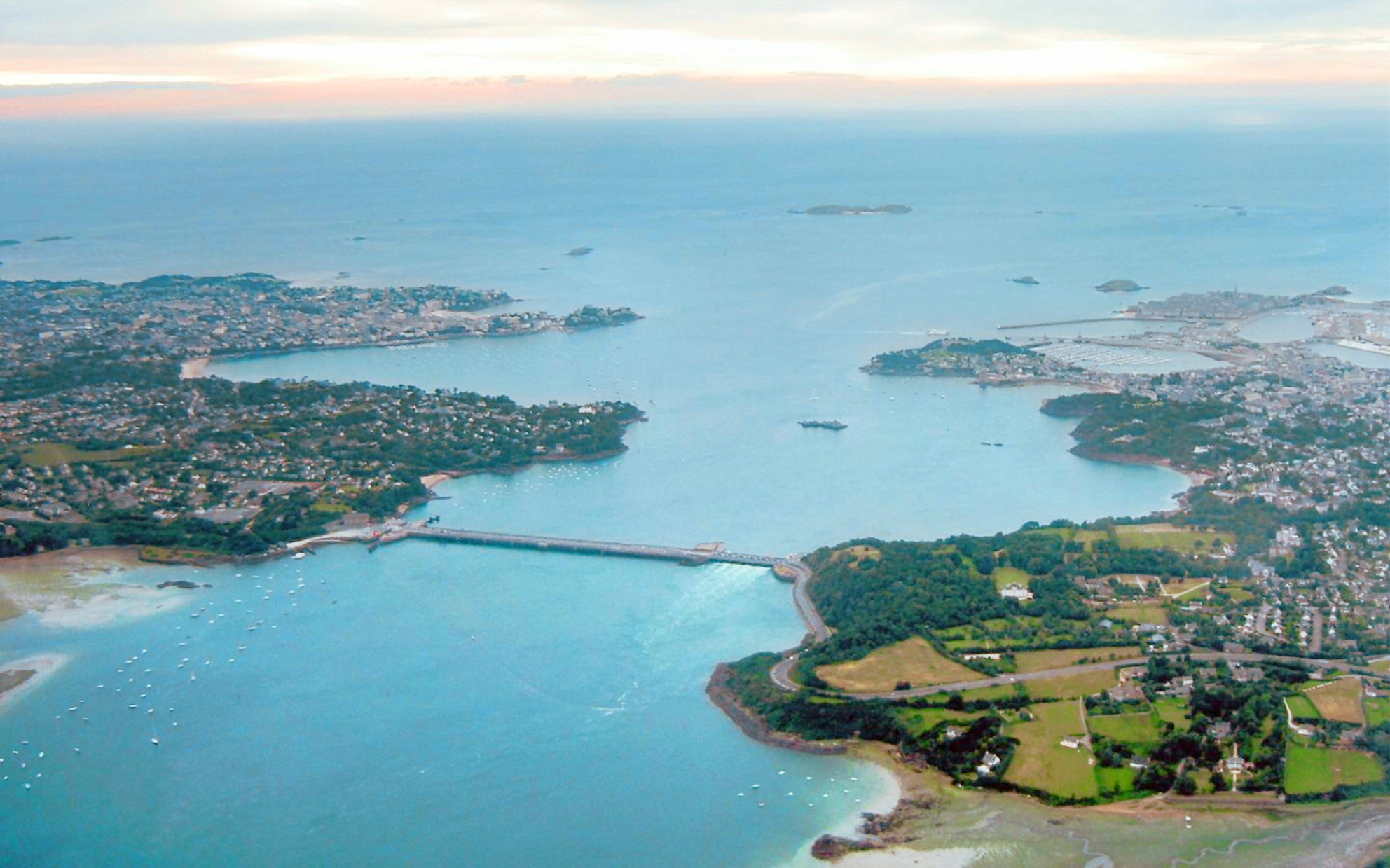
サン・マロの潮力発電所（フランス）

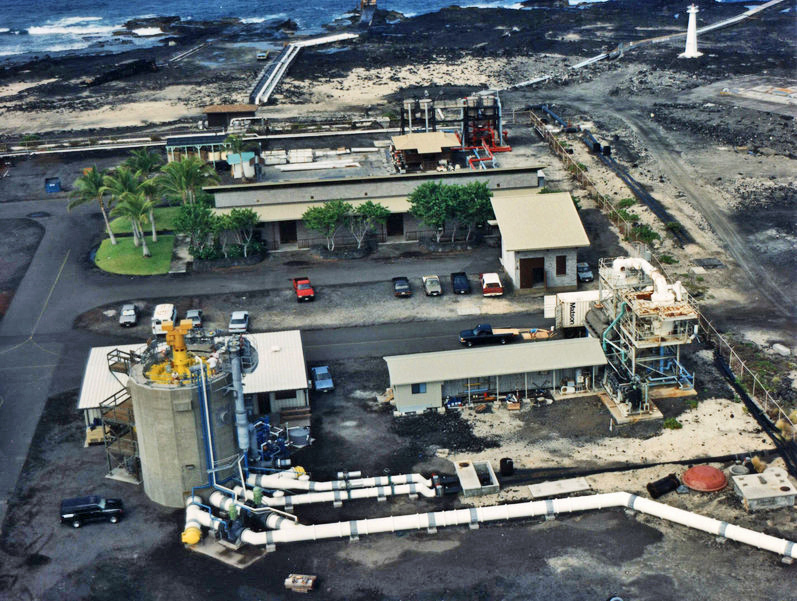
海洋温度差発電所（ハワイ）

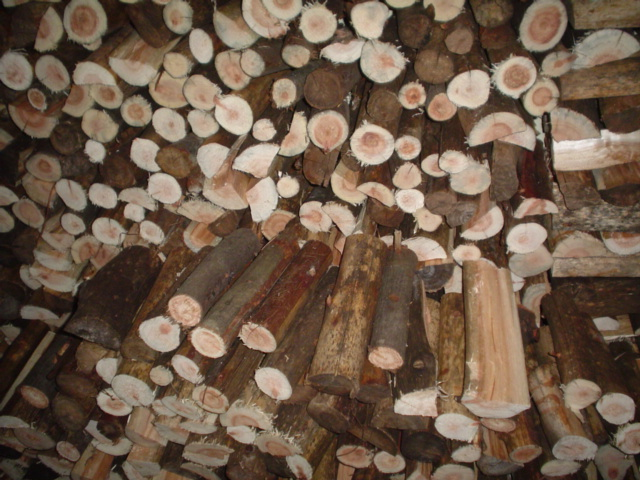
薪などの木材は代表的なバイオマス資源である。

再生可能エネルギーの利用形態は多彩である。政策的に含まれるヒートポンプによる自然熱の利用については性能等の要件を満たすもののみ含む（欧州におけるヒートポンプの要件等）。

### 光・電磁波
採光（光 → 光）
太陽光を直接窓などから入れる方法の他、反射材や光ダクト等の採光装置で室内に取り込み、照明として利用する。
太陽光発電（光 → 電力）
太陽電池を利用し、太陽光を直接的に電力に変換する。日光の当たる場所ならばどこでも発電できる一方、天候に影響を受け、夜間は発電できない。携行できるものも多く、僻地や人工衛星などでも使われる。散乱光でも利用できるほか、温度特性上は気温が低い地域の方が有利である。価格低減が課題であったが、中国製の低価格の太陽電池が増加する。米国でのグリッドパリティ達成が近いとする見解もある。
温室（光 → 熱）
太陽熱を取り込み逃がさないことで保温を行う。ガラスやビニール製のものを地上に設置する場合が多いが、地面に穴を掘って採光部以外を地下に設置することで土の断熱材や地中熱による保温効果を得たり、蓄熱壁 (trombe wall) で囲うことにより保温性を大幅に高めた太陽温室（日光温室）がある。ソーラーハウスと共通する方法である。
太陽水殺菌（光 → 熱、光）
太陽光エネルギーを利用しバクテリア、ウイルス、原虫、ワームなどによって生物学的に汚染された水を安全に飲めるようにする:55。
太陽熱温水器（光 → 熱）
黒いパネルで集熱し水を温める。変換効率が6割程度と高い。比較的安価である。
太陽炉（光 → 熱）
反射板やレンズによる集光で高熱を得る。小型のものはソーラーオーブン（太陽炉）と呼ばれ、数百度程度の熱を得て調理に用いる。周囲が非常に眩しくなり視力障害を防ぐためサングラスが必要。天候に左右され、快晴でないと十分な熱量が得にくい。
太陽熱発電（光 → 熱）
反射板等による集光により蒸気を発生させ、タービンを回して発電する汽力発電である。溶融塩等を用いた蓄熱により24時間発電可能。直射日光が多く、平均気温が高く、大面積の土地が確保できる条件に向く。条件が良ければ太陽光発電よりも安価。
ソーラー・アップドラフト・タワー（光 → 熱）
膜の下で暖めた空気を煙突に導いて上昇気流を起こし、煙突内部の風力発電機を回す。煙突が高いほど上空との気圧差が高まり大きな風力を得られる。太陽熱と風力のハイブリッド型発電。
太陽帆（光 → 運動）
宇宙船の推進力

### 熱
温泉（熱→熱）
地熱により暖められた温水を直接間接的に利用。入浴や治療のほか調理や暖房にも利用できる。
地熱（熱→熱）
地熱を直接給湯や暖房や調理等に利用。
地熱発電（熱→電力）
地熱で蒸気を発生させ発電。
水熱（熱→熱）
大気と水との温度差を利用し食品の冷却や解凍に利用。
雪氷熱利用（熱→熱）
冬場地下施設、コンテナや、排雪場に蓄えた雪氷を夏場のマンションや宿泊施設、データセンターの冷房に利用。冬場に農作物の目的とした雪室は断熱効果による保温効果も持つ。氷の保存を目的にした氷室は目的は異なるものの近い形態である。内部に氷のある天然の風穴では周囲の気温まで下げる場合がある。
地中熱（熱→熱、熱+電力+気化現象→熱）
熱伝導や地中熱ヒートポンプを用いて浅い地下と外気との温度差を利用し給湯・暖房等に用いる。
空気熱（熱+電力+気化現象→熱、熱+電力+化学エネルギー→熱）
空気熱ヒートポンプを用いて空気熱を移動させ給湯や冷暖房に用いる。欧州連合では性能等の要件を満たしたものを統計に含める。日本では経済産業省が再生可能エネルギーに分類しているものの統計に含まれていない「空気熱、地中熱、水を熱源とする熱の利用」に関する統計手法の確立に努めている。
放射冷却（熱→熱）
地表と宇宙空間との温度差による夜間快晴時の放射冷却を利用して低温環境を作り出す。電力を用いない非電化製品が実用化されている。
風窓（風力+気化現象→熱）
各部屋から屋上に伸びた煙突の上に風受け（バッド・ギア）を設置し海風を屋内に取り込み冷房効果を得る。乾燥地域の海沿いで用いられる。
海洋温度差発電（熱→電力、熱+電力→電力）
海の表層と深層の温度差を利用して発電し、作動流体ポンプが必要な方式と不要な方式がある。コストと性能に課題があり、研究段階である。

### バイオマス
薪
木材・竹・ヤシガラなど植物を燃やし熱を得る。
炭
木材・竹・ヤシガラなどを不完全燃焼により炭化させた炭素の塊である。木炭が多く、比較的軽く燃えやすい。
バイオコークス
植物性バイオマスを高密度に固形化したもの。炭化させないため、燃料化の際に減量が殆ど起きない。石炭代替燃料等に利用される。
糞燃料
動物の糞を太陽熱で乾燥させ燃料として利用。牛糞が多く、よく燃える。燃料以外の用途として壁材にも利用される。
バイオガス
糞尿や汚泥等を発酵させ発生したメタンを燃やしたり化学製品の原料として利用。
バイオエタノール
穀物・果実・植物繊維等に含まれるブドウ糖や炭水化物を発酵または化学反応させたエタノールとして利用。
バイオディーゼル
軽油の代替燃料。菜種油・パーム油・アブラギリ（ヤトロファ等）・ミドリムシ等の油脂を精製した軽油に近い性質の燃料を利用。
バイオ重油
重油の代替燃料。オーランチオキトリウム・ボトリオコッカス等から採れる重油に近い油脂を利用。
バイオマス燃料
薪やバガスなどバイオマス燃料のみで走行可能な蒸気機関車が存在した。
木炭自動車
木炭を不完全燃焼させた際に発生する一酸化炭素と水素を主成分とする可燃性ガスにより内燃機関を作動させる。ガスの発生までに時間がかかり、出力も低い。

### 運動

#### 水流
大規模水力発電、貯水式水力、ダム式水力（重力ポテンシャル → 運動 → 電力）
ダムなどに貯水した水でタービンを回し発電する。再生可能エネルギー発電の中では最大で、同エネルギー全体の90 %以上、発電全体でも18 %程度を占める（「発電」項目参照）。ダム建設による環境への影響が大きい。
小水力発電（重力ポテンシャル → 運動 → 電力）
小規模な流水を利用。貯水設備の設置による環境破壊が小さい。高低差の大きい地形に多い沢などのほか上下水道や用水路など設置可能場所が多い。
海流発電（動力 → 電力）
海流を羽に受け原動機を回して発電。沿岸や浅い海では漁業との共存が課題である。
波力発電（動力 → 電力）
海面の上下動により装置内部に気流を起こしタービンを回し発電するものと、効率を上げるため内部に抵抗の大きい液体を満たし水流を発生させタービンで発電するもののほか上下動をジャイロで回転に変換するものがある。灯浮標や海洋気象ブイなど海上無人機器の独立電源に広く利用。英国では大型の発電設備が開発されつつある。
潮力発電（重力ポテンシャル → 動力 → 電力）
潮汐による海水の定期的な移動である潮流を利用して水車を回し発電する。河口にダムを設置するものと海水の潮汐流を利用するものがある。

#### 気流
風車（動力→動力）
農業揚水の動力（風車）。
帆（動力→動力）
船の推進力。
風力発電（動力 → 電力）
風を羽に受け原動機で発電。年間を通じて安定的に吹く風のある地域で有利。風況さえ良ければ利用でき、比較的安価。バードストライクや低周波といった問題があり、建設には生活環境や生態系に配慮が必要である。自然保護区への設置が制限される場合もある。水力以外の再生可能エネルギーによる発電では全体の約75%、再生可能エネルギー全体では約6%程度を占めている。

### 化学ポテンシャル
浸透圧発電（化学エネルギー+浸透膜→重力ポテンシャル→水流→動力→電力）
実証試験段階である。海水と真水の塩分濃度差を利用して浸透圧による水流を利用してタービンを回し発電する。

### 再生可能エネルギーに含まれるかどうか不明なもの
下記の代替エネルギーは、原料である水素の製造などエネルギーの創出努力を伴うため、全体ではカーボンオフセットにあたるのかという議論が継続的に行われている。
水素（化石燃料+熱+電力→水素）
石油精製・製鉄等の副産物として発生するほか、天然ガスを水蒸気改質して大量生産する。
燃料電池（化石燃料+マイクロヒーター+触媒→水・熱・電力）
触媒を用いて水素と酸素を反応させ水と熱と電力を作り出す。家庭用燃料電池の作動には外部からの都市ガス・電力・水の供給が必要である。
廃棄物発電（ゴミ発電）（化石燃料→熱→電力）
バイオマス発電所以外の一般的なゴミ焼却炉で発電する場合には化石燃料由来の再生可能でないゴミが含まれる。統計上も一部だけが計上されたり、別記される等の例が見られる。
気化現象（風力+気化現象→熱）
水などが蒸発時に付近のものを冷却する現象。この場合の熱は何かをするためエネルギー源というよりも廃棄物であり、熱を移動させること自体が目的である。水を入れた素焼きの壷の表面から染み出た水の気化熱で中の水や周囲の空気を冷却する方法が古くから用いられる。
人力発電
腕の動きによりバネを自動で巻き発電する腕時計（自動巻腕時計）のほか、手回し発電により充電池に充電して作動させる懐中電灯・ラジオ・ノートパソコン（■右列に画像あり）が存在するほか、エアロバイクで発電してスポーツジムの電力の25%を担っている例がある。
振動発電
圧電素子を用いて振動を電力に変換する。リモコンや発電床等が試作されている。振動源が人力の場合人力発電である。
熱電発電
研究段階である。熱電素子を用いて物質の表と裏の温度差による電子の移動を電力として取り出す。原理の発見は古いものの高温に耐える材料がなく実用化は原子炉の熱を有効利用する目的で宇宙開発に限定されていた。近年適した材料が開発されマグマ発電が研究されるほか、自動車等の廃熱を利用する方法が研究されている。温度差が生じると起電力が発生する（ゼーベック効果）ため、継続して発電するには温度差を維持しなければならない。
水渦振動発電 (vortex power)
構想段階である。川や海の緩やかな流れの場所にバネのついた横方向の円柱を設置し、水の抵抗でできた渦の力によって起きる円柱の上下動を利用して発電する。ミシガン大学がVIVACEと呼ばれる時速3.2km以下で作動する装置を開発している。

## 特徴
再生可能エネルギーの多くに共通する特徴としては、下記のようなものがある。

### 長所
- 人為的な補充の必要がなく半永久的な利用が可能。
- 運用時に二酸化炭素などの温室効果ガスの排出量が少ないものが多い。
- 設備の耐用年数内に得られるエネルギーに対する温室効果ガスの排出が化石燃料を用いた場合に比べ非常に少なく済むものが含まれる。
- エネルギーを需要地近辺で調達できる（エネルギー自給率の向上、燃料等の調達コストの削減、送電・輸送にかかるエネルギー消費量の縮減）。
- 焼却灰や放射性廃棄物等の有害物質の排出を抑制できる。
- 放射性廃棄物を出さない。
- 汽水発電ではコージェネレーションによる熱の有効利用によって全体的なエネルギー効率を高めコストを削減できる。
- 小規模設備は移設・転売・修理・廃棄・リサイクルなどが容易である。
- 小規模設備ほど工期が短くなり、需要量の予測のずれによるリスクを低減できる。
- 設備が比較的単純な仕組みのため、修理等が比較的安価で容易であり稼働可能率[注 10]が高くなる。
- 多数設置する場合一部が使用不能になっても影響が小さく、全体的な信頼性が高くなる。災害などの有事においても影響（供給停止の範囲や期間）が抑制できる。
- 化石燃料に代わる新たなエネルギーや製造産業になる。

### 短所、課題
- エネルギー資源が偏在し適地も偏在するため事前の調査が必要。
- 既に利用されている用途との競合による価格高騰や紛争の発生。
  - バイオマスエタノールへの転用による穀物や果実の高騰。
  - 地熱発電に温泉の熱を利用することによる観光業との競合。
  - 潮力発電・波力発電・海流発電と漁業権の競合。
- 資源調達のための森林環境の破壊（木質燃料（木質バイオマス））。
- 生産規模が小さいことによる環境負荷の増大や価格競争力の弱さ。
  - 製造工場が小さいために排出される二酸化炭素などの処理が不十分になりがちで量産効果が出せず石油に比べ高価になる（バイオエタノール）
- 環境基準による設置制限
  - 国立公園内における開発の制限（地熱発電、水力発電）
- 販売方法や情報開示による販売不振、正しい知識もしくは間違った知識の浸透による販売不振など。
  - 販売価格への政府自治体の補助基準の影響（太陽光発電）
  - 問題のある販売方法による行政処分に伴う類似製品全般への社会的イメージ悪化（太陽熱温水器）
  - 水素の原料を明らかにしない宣伝広告（燃料電池）
- 時間帯や季節、天候による出力変動や資源分布地域の偏在によるエネルギー需給ギャップ（風力発電、太陽光発電などの例がある）。
- エネルギー密度が低いことによる物理的な制限。エネルギー収支比の低さは輸送コストを増大させる。
- 風力発電所のバードストライク問題

## 実用性に関する議論
再生可能エネルギーは温室効果ガスを排出せずにエネルギーが得られるものが多く、新しいエネルギー源として、また地球温暖化への対策としても有効とされる。
設備の製造・稼動・管理・修理・廃棄や燃料の運搬などにはエネルギー（電力、燃料等）を投入する必要があり、その過程で温室効果ガスもある程度排出されるが、それら全てを考慮した上で
- 設備が寿命を迎えるまでに生み出すエネルギーの方がどれだけ大きいか（エネルギー収支またはエネルギー収支比）
- 化石燃料等に比して、生み出すエネルギー量あたりの温室効果ガスの排出量がどれだけ少なくなるか

という点が性能を論ずる時に評価対象となり、多くがその有効性を認められている（スターン報告やIPCC第4次評価報告書を参照）。
利用に当たっては、枯渇性エネルギー源とも比較して
- 価格
- 入手性
- 安全性
- 信頼性
- 稼働率
- 保守性
- 供給の安定性（随意性）
- 利用可能な国や地域、気候
- 場所（冷却水の確保できる場所、日照や風況の良い所など）
- 排出物（排気・排水・排熱、廃棄物など）、リサイクル性
- 騒音、振動
- 用途との整合性
- 規模
- 寿命
- 建設や廃棄にかかる時間
- 将来の見通し（価格変動や供給可能量、性能向上など）
- 産業としての可能性

など、様々な点が評価の対象となり、性能の一部として論じられる場合もある。

### エネルギー収支
電力などのエネルギーを生産するための設備（タービン、発電機など）の製造・建設（原料採鉱、精製、土木工事など）や、解体・廃棄などを含めた投入エネルギーの「元が取れる」までの期間や、投入エネルギーに対する出力エネルギーの比率で性能を評価する目的で下記の指標が用いられる。
- エネルギーペイバックタイム (Energy Payback Time:EPT)…出力エネルギーによって、投入されたのと同量のエネルギー消費を回避できるまでの時間で定義される。設備寿命に対してこれが短いほど性能が良いとされる。

- エネルギー収支比 (Energy Payback Ratio:EPR)…一般的には（発電などにより回避される投入エネルギー）/（投入するエネルギー）で定義される。大きいほど性能が良いとされる。

上記のEPTやEPRは下記のような要因に影響を受ける。
- 資源の分布状況…日照、風況、燃料作物の生産性、高温熱源の位置や種類（地熱）など
- 設備の技術水準
- 生産・流通・利用の規模…一般に、普及規模が大きくなるほど性能が向上する。
- 設備等のリサイクル状況
- 想定されている稼働率

現在実用化されているものでは、化石燃料以上の性能を持つものが多くあると見られている。特に風力発電は性能が高く、EPTは1年未満とされる。普及や技術開発が進むにつれ、この10 - 20年程度で数倍 - 十数倍変化しているものもある（例：）。
一部のバイオマス燃料など技術が未成熟なものでは、EPTやEPRで見た性能が低いものもあるとされる。
計算条件を変えるなどして、他の検証可能な調査結果に比べて大幅に低い性能値を主張する例も見られる。しかしこうした主張には信頼性のある出典が見当たらず、専門機関からも何らかの誤解に基づくものと指摘されている。

### 温室効果ガスの排出量
製造や運搬、稼動、保守、廃棄などの際、エネルギー源や原材料の一部として化石燃料等が利用されることで、ある程度の温室効果ガスの排出がある。この排出量は、主に設備（発電設備など）の製造・設置・稼動・保守・廃棄などで決まるものが多い。バイオマス燃料の場合、燃料の製造・運搬時の排出量が大きい（バイオマス燃料そのものからの炭素の排出については、燃料の育成時に環境中から二酸化炭素として吸収されるため、その分はカーボンニュートラルとみなされる）。
温室効果気体の排出量を生み出すエネルギー量あたりに換算して化石燃料等に比して十分に少ないかどうかが評価の対象となる。指標としては下記のようなものが用いられる。
- 発電量あたりの温室効果気体排出量（発電の場合）…ライフサイクル中に排出される全ての温室効果気体を二酸化炭素または炭素量に換算して、g-CO2/kWh や g-C/kWh で表される（12g-C/kWh = 44g-CO2/kWh）。これが少ないほど性能が良い。
- CO2ペイバックタイム (CO2 Payback Time:CO2PT)…化石燃料などと比較して全体的に温室効果ガスの排出量が少なくなるまでの利用期間を言う。これが短いほど性能が良い。

温室効果気体の排出量もエネルギー収支同様に資源の分布状況、普及規模や技術水準の影響を受ける。また、製造等に必要なエネルギー源や原材料を温室効果ガスの排出量が少ないものに転換すると、さらに温室効果ガスの排出量が減少するとされる。

### 出力の安定性
再生可能エネルギーの中でも風力発電や太陽光発電は出力が不随意に変動するため、大規模な電力需要を賄うためには変動を抑制するための平準化手段が必要とされる。発電設備側の調整が不十分な場合に限られるが仮に系統側が変動を吸収しきれなければ、電圧や周波数の規定外の乱れや、最悪の場合は停電に繋がる場合が想定される。その一方、電力系統に接続できる限界容量の予測には不正確な見積もりや非現実的な想定が意図的に為されている場合が広く見られる（起きないとするものから数%と見積もっているものなどがある）（P.254、P.261など）。適切な対応を取れば、需要の数割程度の電力を問題なく供給可能とされる。例えばデンマークでは2006年時点で国の電力の20%を風力発電で賄っており、さらに増やす予定である。またスペインで風力発電による供給割合が瞬間的な需要の4割、数日間の平均でも約28%に達した例など、既に多くの報告がある。
不随意に変動する電源を効率的に利用するために、下記のような制度的・技術的な工夫が実用、または開発されている。
- 他の発電方法の小規模発電設備と連系する
  - マイクロ・グリッド等
- 制度的に発電量の1割程度までの天然ガス火力発電等の組み合わせを認め、供給の安定度に応じて電力の買い取り価格を優遇する([68]P.51-52)
- 系統設備を強化する
  - 逆潮流への対応等
- 設備側である程度の蓄積・蓄電をする（揚水・蓄熱・加圧等による蓄積、バッテリー・フライホイール等による蓄電等）
- 需要側で需給バランスの平準化を図る
  - 電力単価の時間別調整
  - ピークシェービング（ピークカット）[69]、夜間電力の活用など

電力供給に占める火力発電の割合の減少、太陽光発電や風力発電などの変動する電源やマイクロ水力などの分散型電源の割合の増加、電気自動車などによる需要の変化に合わせて、電力系統の情報化や送電網の強化、蓄電池の追加などの系統側での対策を用いることが検討されている。
こうした対策には相応のコストがかかる。風力発電量の10%程度までは問題にならないが、20%を超えるとコストが顕著に増えてくるとされる。どの技術をどう用い、どれだけの不随意電源を導入するのが適切なのか、各国で検討が進められている。ドイツの金属産業連盟とベルリン工科大学による試算の場合、再生可能エネルギー導入に伴う間接経費は2020年で1kWhあたり0.6 - 0.7ユーロセントになると予想している。
日本でも導入に伴う影響や費用負担の検討が始まっている。系統安定化の費用は日本全体で2030年までの合計で数兆円の単位になるとみられ、蓄電池や配電対策を含めた様々な形態が検討されている。たとえば資源エネルギー庁は電事連の試算の1.2 - 1.5倍の容量の蓄電池を導入を仮定し、この場合の費用を5兆円前後と試算している。
貯水式の水力、バイオマスなど再生可能な燃料を用いた火力発電、地熱発電などでは任意に出力を制御できる。また、太陽熱利用（太陽熱温水器など）や太陽熱発電の場合、蓄熱によって出力をより柔軟に制御可能である。

### 設備の信頼性
大規模集中型のエネルギー設備はシステムが複雑になるため、計画外の停止が発生する確率が高くなり、また老朽化の影響も大きくなりやすいとされる(P.42など。原子力発電所などでも比較的高い稼働率は可能)。小規模分散型の再生可能エネルギー設備は計画外停止の確率でみた信頼性が高くなり、老朽化の影響も少なくなる。上手に設計された数百 - 数千kW規模の風力発電所や太陽光発電所においては、100%近い稼働可能率も記録されている(P.241)。

### 供給コスト

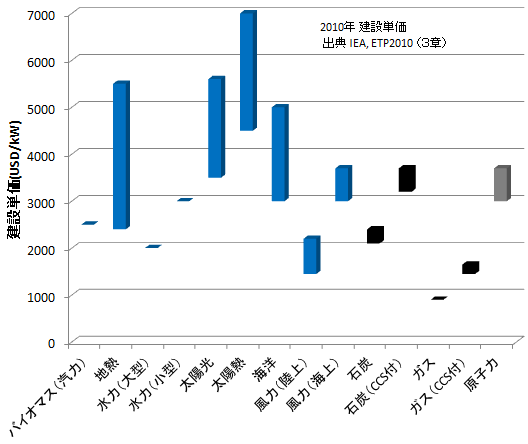
各種発電所の設備容量あたりの建設単価（2010年）

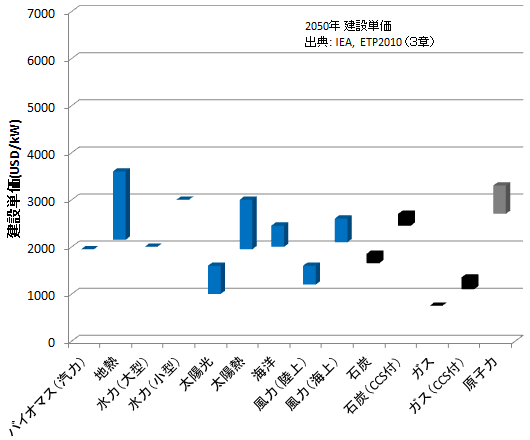
各種発電所の設備容量あたりの建設単価予測 (2050年)

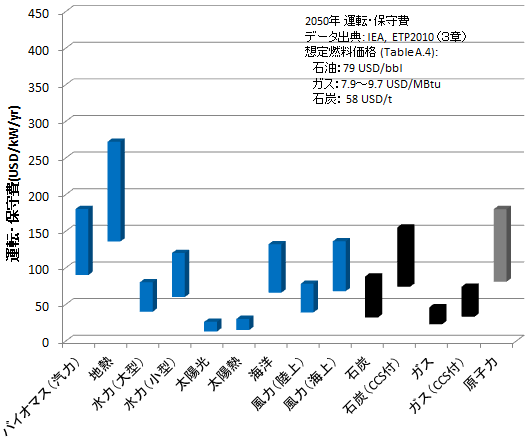
各種発電所の設備容量あたりの運転・保守費予測 (2050年)（再生可能エネルギーが普及して、化石燃料が現在よりむしろ安価になった場合の予測）

一般に、再生可能エネルギーの発生エネルギーあたりの費用（コスト）は既存の枯渇性エネルギーよりも高価なものが多い。
ただし風力発電・バイオマス・太陽光発電等で、条件の良いところでは枯渇性エネルギーとコストで並び始めている。

### 今後の予想
再生可能エネルギーの開発普及状況は各国の政策等に大きく左右される。積極的に開発を続けた場合、枯渇性エネルギーと同等もしくはそれより安価なエネルギー源になると見ている。図にIEAによる電力コストに関する比較と楽観的予測 (BLUE Map) の例を示す（太陽光発電のコスト、風力発電#費用対効果等も参照）。
コストが設備の価格に大きく左右されるエネルギー源（風力発電や太陽光発電・太陽熱発電など）の場合、市場規模の拡大に従ってコストが低減することが知られており、将来のコストの予測は比較的容易である（P.96, など）。また一般にこうしたエネルギー源では、原油やウランなどの枯渇性エネルギーに比べてコストの不規則な変動も緩やかであり、コストの変動による財務リスクが小さくなる。
生産規模の拡大や新技術の投入を促すため、コスト低減に当たっては市場規模の拡大が重要視される。その一方で枯渇性エネルギーには供給安定化などを目的として直接・間接的に多額の公金が投入され、再生可能エネルギーのコスト的な競争力を削いでいる。導入に際してはこの障壁を越えるためのコストが追加される場合が多いが、後述のfeed-in tariff (FIT) 制を用いて市場拡大に力を入れたドイツの場合、FITのコストを含めても、許容範囲内のコストで2020年までに電力の25%を再生可能エネルギーで賄うことが可能と見ている。

### 助成と経済効果
再生可能エネルギーは、既存エネルギーに比べるとコストや技術面で総合的に劣り、不利である。したがって普及を目指すならば何らかの助成が必要となり、最終的にはコストは消費者・国民の負担でまかなわれる。
欧州各国を対象とした分析では、この助成費用は既存産業に対してある程度の雇用減少の影響を与えると同時に、再生可能エネルギーは運用・保守時における発電・発熱量あたりの雇用数が既存のエネルギー源に比べて大きいため、全体的には雇用を増やせると見積もられている。また各種再生可能エネルギーの中では、特にバイオマスが雇用創出効果が大きく、地方の雇用確保にも大きく貢献し得ると指摘している。ドイツにおいては2009年時点でEEG法により年53億ユーロの費用をかける一方、204億ユーロの投資、設備設置で171億ユーロの付加価値、設備の運転で375億ユーロの付加価値を誘発している。また2009年時点で、関連産業による雇用創出は30万人を超えている。
日本における普及費用と経済効果の試算は、環境省が行っている。2020年までに年間5,824 - 8,358万t-CO2の排出量削減に相当する再生可能エネルギーを導入した場合、2011 - 2020年の間、系統対策費用や化石燃料火力発電への影響を含めて年平均で3.3 - 4.4兆円を投資する必要があると試算している。その代わりに、生産誘発額が9.1 - 12.2兆円、直接投資を除く粗付加価値額が2.5 - 3.4兆円、雇用創出が45.8 - 62.7万人、エネルギー自給率が10 - 13%に向上（2005年は5%）等の便益が得られると見積もっている。

## 資源量

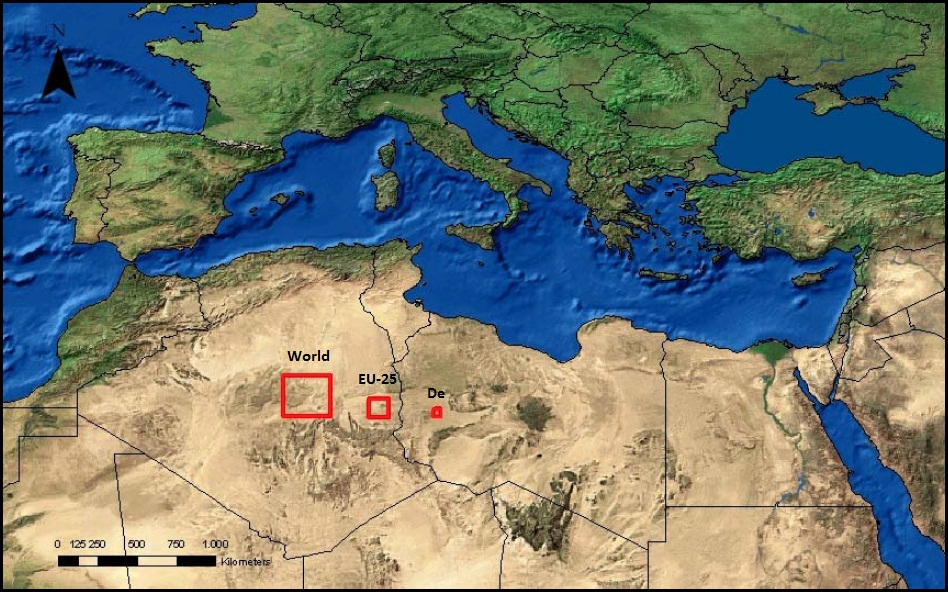
赤枠は左から世界、EU25カ国、ドイツの需要と等しい電力を太陽エネルギーで発電するのに必要な面積。

再生可能エネルギーとして半永久的に利用可能かつ膨大な資源量が存在する。技術的に利用可能な量は少なくとも現在の世界のエネルギー需要の約20倍で、2100年時点で予測されるエネルギー需要と比べてもなお数倍以上大きいと見積もっている。潜在的な資源量はさらに桁違いに大きく、技術の発達次第で利用可能な量もさらに増えると見られている（Chapter5など）。
|                                                                                          | 2001年時点での利用量 | 世界の技術的資源量   | 世界の理論的資源量 |
| ---------------------------------------------------------------------------------------- | -------------------- | -------------------- | ------------------ |
| 地熱                                                                                     | 0.6                  | 5,000                | 140,000,000EJ      |
| 太陽光・太陽熱                                                                           | 0.1                  | >1,575               | 3,900,000EJ        |
| 海洋                                                                                     | （算出されていない） | （算出されていない） | 7,400EJ            |
| 風力                                                                                     | 0.12                 | 640                  | 6,000EJ            |
| バイオマス                                                                               | 50                   | >276                 | 2,900EJ            |
| 水力                                                                                     | 9                    | 50                   | 147EJ              |
| 合計                                                                                     | 60                   | >7,600               | >144,000,000EJ     |
| 利用量は一次エネルギー換算。参考：2001年時点での世界の一次エネルギー消費量は約402EJ/年。 |                      |                      |                    |

|                                                                    | 技術的資源量                      | 理論的資源量             |
| ------------------------------------------------------------------ | --------------------------------- | ------------------------ |
| 水力発電                                                           | -                                 | 136,009GWh/年            |
| 太陽光発電                                                         | 102 - 202 GWp（ギガワットピーク） | 7984 GWp                 |
| 地熱発電                                                           | 38 GW                             | 6000 GW                  |
| 風力発電                                                           | 3 - 30 TWh（陸上）                | 200GWp (280TWh) （洋上） |
| バイオマス                                                         | 2,903万kl（原油換算）             | 4,022万kl                |
| 太陽熱利用                                                         | 約810 - 約1,621万kl（原油換算）   | 約3,242万kl              |
| 風力発電                                                           | 1 - 9 GWp（ギガワットピーク）     | 63 GWp                   |
| 参考：日本の年間発電量は約1000TWh、最大電力消費量は約180GWである。 |                                   |                          |

## 利用状況と見通し

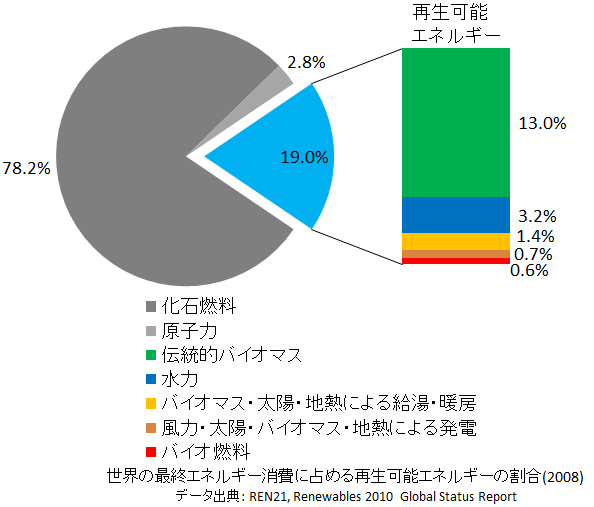
世界の最終エネルギー消費に占める再生可能エネルギーの割合

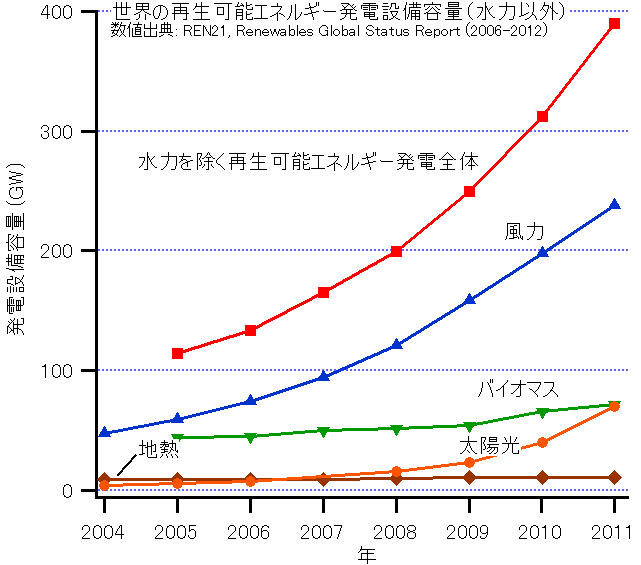
世界の再生可能エネルギーによる発電設備容量の推移（水力以外）

再生可能エネルギーはエネルギーの自給率を高めるほか、IPCC第4次評価報告書、スターン報告などでも地球温暖化への対策の一環として挙げられ、その効果は数ある緩和手段の中でも最も大きい部類に入るとされている。また近年は関連産業そのものが急速に拡大しており、環境対策と同時に景気の刺激を狙った政策を打ち出す国も見られる。このため今後の市場拡大やコスト低減を見越して、世界各地で導入の動きが活発である。
再生可能エネルギーは2008年時点で全世界の最終エネルギー消費量の約19%を占めていた（右図）。発電分野では18%を再生可能エネルギーが占め、その多くが水力で、それ以外の風力・太陽光・地熱などは全部合わせて約3%であった。近年は風力発電など、大規模水力発電以外の（"non-Hydro"な）再生可能エネルギーの利用が伸びている。世界で新設される発電所に占める割合も近年急速に増えており、2006年には発電量ベースで6%であったものが、2010年には同30%（設備容量ベースでは34%）に達している（大規模水力を除いた値）。特に風力発電は急速に伸び、2010年には世界の電力需要量の2.3%、2020年には4.5 - 11.5%に達すると言われる。
2010年の再生可能エネルギーへの投資額は前年から32%増加し、世界で2110億ドルに達したと推定している。特に途上国における新規投資額（720億ドル）が伸びており、2010年は初めて先進国での新規投資額（700億ドル）を上回った。また2010年は新規設備への投資額で初めて化石燃料を抜き、1870億ドルに達したと推定している。
国際エネルギー機関 (IEA) が2008年6月に発表した報告書では、地球温暖化やエネルギー資源の枯渇に対して何も手を打たなかった場合 (Baseline) は石炭と天然ガスの利用量が増え、温室効果ガスの排出量が倍以上に増加し、再生可能エネルギーの導入量も殆ど伸びない可能性を指摘している。一方、世界が積極的に対策を進めた場合 (BLUE Map) は、2050年までにエネルギー部門からの温室効果ガスの排出量を半減すると同時に、再生可能エネルギーが発電量の46%を占める見通しを提示している。
欧州では2008年12月、2020年までに一次エネルギーに占める再生可能エネルギーの割合を20%にする包括的な温暖化対策法案を可決した。中でもドイツは2010年の目標を3年前倒しで達成するなど以前の予測を上回る勢いで導入を進めており、関連産業への投資額は年間100億ユーロを超える規模に成長している。2050年までに電力の50%を再生可能エネルギーで供給するという以前の目標は、2030年頃に達成される見通しである。また一次エネルギー供給においても、2050年には再生可能エネルギーが50%以上を占める見込みである。
米国においては、2008年5月に米国エネルギー省が2030年までに総需要の20%を風力発電で供給可能との見通しを示し、新規導入量が2007年時点で他のすべての方式の発電所を凌駕するなど、風力発電の導入が急速に進んでいる。また続けて2008年6月には太陽光発電と太陽熱発電で2025年までに電力の10%を賄える可能性が示されている。2010年は太陽光発電の年間導入量が1GWを超え、2012年には2GWに達する見込みである。中国等との競争に曝されてはいるものの、産業全体での貿易収支は黒字である。
日本での再生可能エネルギー普及シナリオは科学技術振興機構、国立環境研究所、ローレンス・バークレー国立研究所などが作成している。

### 誤情報・偽情報
再生可能エネルギーに関して、反対派により様々な誤情報・偽情報が拡散され、普及が阻害される可能性がある。化石燃料業界とその支持者は反対派を支援し、誤情報・偽情報の拡散に貢献している。反対派が発信する情報は政治的に正しい専門家、ファクトチェックにより反証されている。

## 日本における動き
日本での普及目標量は少なかったが、太陽光発電の年間導入量で世界一を保っていた時代もあった。
2008年1月に発表されたクールアース推進構想などを受けて、日本でも温室効果ガスの排出量削減の動きが加速している。2008年6月には福田康夫プランが発表され、2030年までに電力の半分以上を再生可能エネルギーと原子力で供給する目標が示された。「太陽光、風力、水力、バイオマス、未利用のエネルギー」が挙げられている。特に太陽光発電の導入量を40倍に引き上げ、地方におけるバイオマスエネルギーの開発を促進するなどの内容が示されている。これを受けて経済産業省などに於いて普及促進政策の検討が進められた。太陽光発電の普及ペースの急減に対応し、2009年1月、経産省は緊急提言に沿って設備費用の約1割に相当する補助金を開始した（太陽光発電#日本の状況参照）。また2009年2月には環境省によって再生可能エネルギーの普及促進による便益の試算結果が発表された。2030年までに累計25兆円必要だが、累計の経済効果は2020年までに29 - 30兆円以上、2030年までに58兆 - 64兆円以上になり、また2020年には60万人の雇用を生み出すと推計されている。普及政策としては固定価格買い取り制度（FIT）の採用を提案した。固定価格買い取り制度とは、再生可能エネルギー源を用いて発電された電気を電気業者が一定価格で一定期間買い取ることを義務付ける制度である。再生可能エネルギーの買い取りに必要となる費用の一部は、賦課金として電気を使うすべての人から電気料金の一部となって集められる。この制度により、導入することにコストのかかる再生可能エネルギーの普及が進められると考えられていた。しかし、固定価格買い取り制度は太陽光発電だけに導入が偏ることや FIT認定を受けたのに発電を始めないケースが30万件以上発生するなどの様々な課題が発生した。そして2017 年４月に新しい認定制度に改正され、FIT認定を受けたのに発電を始めない事業者の買取期間が短縮されるようになった。
このうち太陽光発電については2009年2月24日、経産省より初期投資の回収年数を10年程度に短縮する助成制度の強化が発表された。当初は2010年からの実施予定であったが、経済危機対策、エネルギー政策、地球温暖化対策の観点から前倒しされ、2009年11月1日から開始された。開始時の余剰電力の買い取り価格は1キロワット時あたり48円、エネファームやエコウィルなどの自家発電装置を他に併設して居る場合は39円であり、設置後10年間は同じ価格で買い取られることとなった。後から新規に設置された設備の買い取り価格は、年々引き下げられている。補助金の効果もあり、日本の太陽電池生産量は拡大を再開し、2010年度は関連産業の規模が1兆円を突破した。関連雇用も、4万人を超えたと見られている。
2009年末からは、全量買い取りの導入、および対象を太陽光発電以外にも拡大することが検討されており、検討状況は経産省の専用サイトで公開されている。こうした拡大によって再生可能エネルギーの普及促進が期待されている。各方面の関係者からのヒアリング等を経て、法案（再生可能エネルギー特別措置法案、再生可能エネルギー買い取り法案）は2011年4月5日に国会に提出され、各党による協議・修正を経て、同年8月23・26日、衆参両議院での全会一致の賛成をもって成立した。買取条件などの制度の詳細はまだ決まっておらず、地域経済振興や産業活性化への期待が集まる一方、電力料金の増加への不満、電力会社による受け入れ拒否の可能性に対する不安の声等も聞かれる。一方で制度の導入をにらみ、これまで対象から漏れていた再生可能エネルギー源の事業化や、新たな市場参入、関連投資の拡大等の動きも見られる。買い取り価格の決定時期は、2012年の年明け早々が予定されている。なお、2014年6月に経済産業省資源エネルギー庁は、日本の再生可能エネルギーの現状と予測を発表した。http://www.meti.go.jp/committee/sougouenergy/shoene_shinene/shin_ene/pdf/001_03_00.pdf
2014年8月、沖縄電力は再生可能エネルギーの供給が電力需要を超える時期が見込まれるため発電設備や送電網に停電などのトラブルを引き起こすとして再生可能エネルギーの新規受入れの中断を発表した。9月25日は九州電力が、30日には四国電力・北海道電力・東北電力の3社が相次いで新規受入れ中断を発表し、再生可能エネルギー事業への新規参入に対して新興電力関連企業に大きな打撃を与えた。経済産業省は政府が推進してきた再生可能エネルギー導入方針に基づく固定価格買い取り制度（FIT）の見通しと設計が甘かったとして制度の抜本的見直しに着手。2014年内に方向性をまとめる予定で、大規模太陽光発電の新規事業者の認定を一時的に停止し、あわせてすでに認定を受けた太陽光発電事業者の新たな発電設備の設置や増設も凍結し、太陽光発電に集中している再生可能エネルギーの供給量を制限するとしている。

## 普及政策
現在用いられている普及政策は、固定枠（quotaまたはRPS）制と固定価格買い取り制度（フィードインタリフ制度、feed-in tariff law、固定価格制度）に大別できる。温室効果ガスの排出源そのものの競争力を相対的に弱める環境税（炭素税）の導入時は産業界が強く抵抗した。現在は再生可能エネルギー電力系統としてのスマートグリッドが世界的なビジネスとなっている。
現在主要なエネルギー源となっている化石燃料は、中長期でのコスト増大が危惧されている。さらに地球温暖化の抑制は急務となっており、IPCC第4次評価報告書では平均気温の変化を2℃までに抑えるには2050年までに温室効果ガスの排出量を半減する必要があるとされ、第三作業部会報告書において、再生可能エネルギーも重要な緩和技術に位置付けられている。また国際エネルギー機関も、2050年までの排出削減量のうち、再生可能エネルギーで21%を削減するシナリオを示し、普及のための政策的措置が急務であることを訴えている。
その一方で既存の枯渇性エネルギー源には供給安定化などの目的で直接的・間接的に多額の補助金が支出されており、また既に広く普及しているため安価で流通している。これらは再生可能エネルギーを普及させる際の障壁となる。このような障壁を乗り越え、かつ必要な速度で普及させるため、様々な普及政策が用いられている。
なお、こうした普及政策の有効性および必要性は、地球温暖化への対策の一環として、スターン報告やIPCC第4次評価報告書でも指摘されている。政策に頼らない自主的努力の限界についても、指摘が為されている。

### 固定枠制
クォータ (quota) 制とも呼ばれる。これは一定割合以上の再生可能エネルギーの利用を義務づけるものである。特に電力においてはグリーン電力証書 (tradable green certificates) 制度を用いて、環境価値分を他に転売することを可能とする制度である。
導入初期段階においてはある程度の導入促進効果を発揮する。しかし導入の際の投資リスクが高く、また条件の良い限られた案件だけが開発されるなどの欠点が指摘されている。下記の feed-in tariff 制と比較して、長期的にはコストが削減されず、また普及促進効果も劣ることが経験的に知られている。日本のRPS制度もこれに属する。

### 固定価格買い取り制
フィードインタリフ制とも呼ばれ、再生可能エネルギーの設備を導入した時点で、その設備から供給されるエネルギー（主に電力）の買い上げ価格を、一定期間（たとえば20年間）保証する方式である。固定価格制とも呼ばれる。事業計画が立てやすく、投資リスクが低いため、再生可能エネルギーの普及助成費用を最小限に抑えられる特徴を有する。特に風力発電や太陽光発電など、初期投資が投資額の大部分を占める方式で有効である。電力会社に対し、系統への接続や発生した電力の買い上げ義務を課するのも特徴である。買電価格は導入した時期が遅くなるに従って逓減する。この逓減のペースを普及状況とコスト削減の進捗状況に応じて定期的に調整することで、導入量と助成コストを制御する。この制御性、および制度的な柔軟性が他方式に比べて高く、導入量あたりのコストが最も低く済むことが経験的に知られている。このため現在までに最も実績を上げている手法となっており、世界50カ国以上で用いられ、再生可能エネルギーの助成政策として最も一般的な手法となっている。
制度的な柔軟性も高く、下記の炭素税（環境税）のほか、グリーン電力証書や税額控除などの手法とも併用されることが多い。この制度の優位性は多くの公的機関によって認められ、2008年6月にはIEAも固定枠制などの他制度に対する優位性を認めている（固定価格買い取り制度#評価を参照）。

### 環境税
環境税のうち、温室効果ガスの排出に対して課税するものがあり、これは炭素税とも呼ばれる。再生可能エネルギーの普及策という観点からは、これは化石燃料の競争力を相対的に下げる効果を持つ。上記の固定価格買い取り制度などと併用される場合もある。
海外諸国で既に導入され、多くの国で温室効果ガス排出量削減を実現している（環境税を参照）ことから、導入を検討中の国においても高い効果が期待されている。化石燃料に直接課税するだけでなく、再生可能エネルギー源に対する減免・還付等の財源にする場合もある。固定価格買い取り制度と併用するドイツでは、環境税収の 9割を雇用にかかる人件費抑制（具体的には社会保険料の縮減。残り1割は環境対策）に用いて、雇用への影響抑制に用いている。
日本でも有効な手段になると考えられており、環境省は得られた税金を地球温暖化対策に用いる（特定財源とする）方式による炭素税導入を提案している。しかし、欧州諸国などに比べて議論は進展しておらず、地方自治体で散発的に導入されるに留まっている。

### その他の政策
導入費用に対する補助金、入札 (tender) 制、控除など税制上の優遇措置、低利融資、余剰電力購入 (net metering) などがあり、固定枠制や固定価格買い取り制度と組み合わせて用いられることもある。
日本では電力会社が自主的に余剰電力購入制度を設け、太陽光発電などの導入で成果を挙げてきた。2009年からは、太陽光発電については公的な助成制度となった。また地方自治体が独自の補助制度を設ける場合も多い。
2019年には国の審議会が再生可能エネルギー発電をさらに普及させるための送電線活用について答申をしている。https://www.meti.go.jp/shingikai/santeii/pdf/046_01_00.pdf